# بيير بويفن
بيير بويفن هو شخصية أعمال كندي، ولد في 28 أكتوبر 1953.